# 幾內亞異海魴
幾內亞異海魴（学名：Allocyttus guineensis）為輻鰭魚綱海魴目高的鯛科的一種鱼类，其种加词“guineensis”意为“几内亚的”。分布於東大西洋區，從茅利塔尼亞至安哥拉海域，屬深海魚類，棲息深度230-1900公尺，體長可達23.2公分。